# Stachylina lotica
Stachylina lotica är en svampart som beskrevs av M.C. Williams & Lichtw. 1984. Stachylina lotica ingår i släktet Stachylina och familjen Harpellaceae.   Inga underarter finns listade i Catalogue of Life.